# Friedrich Wilhelm Gotter
Friedrich Wilhelm Gotter (Gotha, 1746. szeptember 3. – Gotha, 1797. március 17.) német drámai költő.

## Élete
1766-ban szülővárosának levéltárnoka lett, a következő évben Gemmingen bárót, mint követségi titkár, Wetzlarba kísérte. Otthagyván a diplomáciai pályát, Göttingenbe ment, hogy Boieval kiadta az első német Musenalmanach-ot, melyben megjelent dolgozatai állapították meg hírnevét. 1770-ben újra Wetzlarba ment mint követségi titkár, ahol Goethével, Jerusalemmel és több más íróval ismerkedett meg, azután pedig titkos tanácsossá nevezték ki Gothában. Művei nagy részét francia színművek átdolgozása képezi: legismertebb a Medea (1775) című melodrámája, melyet Benda zenésített meg (1778). Költeményei két kötetben jelentek meg (Gotha, 1787-88), melyhez, mint irodalmi hagyaték, egy harmadik is járult (uo. 1802).

## Magyarul
- A fekete ember. Egy tréfa két fel-vonásban; ford. Cserei Farkas; Hochmeister Márton, Kolozsvár, 1800